# Свободный университет (Россия)
Свободный университет был основан в России в августе 2020 года группой преподавателей Высшей школы экономики, которым вуз отказался продлевать контракт на следующий учебный год. Преподаватели объявили о запуске независимого образовательного интернет-проекта, свободного от административного давления и цензуры. 
Как заявили инициаторы проекта, преподаватели Школы философии Виктор и Юлия Горбатовы, Кирилл Мартынов и профессор факультета права ВШЭ Елена Лукьянова, свою задачу они видят в том чтобы «выстроить университет заново, избавив преподавателей от всякого административного диктата. Если университет больше не может быть свободным, значит нужен новый свободный университет».
В 2022 году, с начала российского вторжения на Украину, бо́льшая часть преподавательского состава покинула Россию.
В марте 2023 года российская Генпрокуратура признала «Свободный университет» т.н. нежелательной организацией. Учёный совет университета в этой связи заявил, что приостанавливает деятельность университета в России и намерен развивать университет за пределами РФ.